# Ландрат (Россия)
Ландрат — В России в 1713—1719 гг. должность советника от дворян уезда, введенная Петром I в 1713—1719 гг. Для управления губернией образовывалась губернская коллегия в составе 8—12 ландратов (в зависимости от числа уездов в губернии). В 1719 ландраты были заменены воеводами, назначавшимися правительством.

## Ландрат как советник
Захватив во время Северной войны Ригу и Ревель, Пётр I заинтересовался системой местных губернских советов ландратов, изучил её и 24 апреля (5 мая) 1713 года ввёл своим Указом в созданных губерниях России аналогичную систему, предписав: «…учинить ландратов в губерниях, по 12, 10 и 8, смотря по величине губерний». Этим же Указом коллегиальность управления губернии была определена: окончательное принятие решения губернатором осуществляется при поддержке большинства голосов губернского совета ландратов, сам губернатор не имел права как-то влиять на голосование конкретного ландрата, однако при этом губернатор пользовался «двойным» голосом. По этому же Указу, ландраты изначально не избирались, а назначались на 1 год Сенатом, из двойного числа кандидатов, которых предоставлял сам губернатор. Немного позже, такой способ выбора ландратов не удовлетворил Петра, так как получалось, что «губернатор сам выбирал себе ландратов» и своим Указом от 20 (31) января 1714 года он предписал: «… ландраторов выбирать в каждом городе или провинции всеми дворяны за их руками».
Сенат не выполнил его предписание и назначил в 1715 году ландратов по спискам, которые подали губернаторы. В 1716 году Пётр отменил своё предыдущее распоряжение, указав Сенату назначать в ландраты офицеров, уволенных со службы из-за ран или за старостью и не имевших деревень. Этим Указом ландратам было положено государственное жалование (120 руб в год), которое являлось как бы пенсией таким отставным военным. Ландрат, задуманный Петром, как выборный представитель губернского дворянства и советник по управлению при губернаторе таковым так и не стал, а превратился в чиновника особых поручений Сената и того же губернатора.

## Ландрат как управленец
Указом Петра от 28 января (8 февраля) 1715 года упразднялось ранее создаваемое им территориальное деление губерний на уезды и провинции. По настоящему Указу губерния теперь делилась на доли (5536 дворов), правителями которых назначались ландраты. В пределах своей доли ландрат был наделён финансовой, полицейской и судебной властью. С настоящего момента ландраты непосредственно принимали участие в государственном управлении. Ландраты под руководством губернатора ведали разнообразными делами по губернскому управлению: собирали провиант для армии, налоги, рабочих людей для строительных работ, принимали участие в распределении сборов в губерниях.
Разделить губернию на доли, ровно по 5536 дворов в каждой, было нельзя, и этот Указ давал губернаторам право включать количество дворов в долю больше или меньше предписанной нормы:  «…поскольку будет удобнее по расстоянию места». Впоследствии это привело к увеличению количества ландратов, так как увеличилось число долей в губернии. К примеру, в Московской губернии по числу насчитанных в ней долей понадобилось 44 ландрата вместо 13 назначенных ранее.
Этот Указ Петра строго предписывал ландратам постоянно проживать в пределах своей доли. Это было необходимо для владения достоверным положением дел на местах и оперативного принятия ландратами решений и мер.
Однако, опасаясь оставлять губернатора безнадзорным, при нём, по очереди сроком на месяц, постоянно находились два ландрата. При такой расстановке создавался «нейтральный» коллегиальный паритет: два голоса ландрата — против «двойного» голоса губернатора. Таким образом, сам Пётр окончательно разрушил задуманный им ранее главный коллегиальный правительственный орган в губернии — совет ландратов. Ландрат, как правитель доли, теперь был подчинён губернатору. Хотя, по упомянутому указу повелевалось — всем губернским ландратам в конце года прибыть в губернский центр для сведения губернских отчётов и решения дел, по которым необходимо их полное присутствие.
Едва ландраты вступили в долевое управление, как им было поручено государственное дело — провести новую перепись в своих долях. Совмещение текущего управления с этим громоздким делом привело к замедлению обеих. Перепись затянулась на весь 1716 и 1717 гг.

## Упразднение ландратов
Приближение окончания войны послужило для Петра причиной по переустройству местного управления страны для мирного времени. Введение нового территориального разделения на дистрикты и провинции привело к отмене губернских долей, а вместе с ними, в 1720 году по всей Российской империи, соответственно были упразднены и ландраты.